# Eugénie Potonié-Pierre
Eugénie Potonié-Pierre (Lorient, 5 novembre 1844 – Parigi, 12 giugno 1898) è stata un'attivista francese.
Fondò la Federazione delle società femministe francesi nel 1892.
Si unì alla Society for the Amelioration of Women's Condition con Léon Richer e Maria Deraismes negli anni '70 del XIX secolo. Lavorò come segretaria e scrisse per la pubblicazione dell'organizzazione Le Droit des femmes (Diritti delle donne). Nel 1880 fondò con Léonie Rouzade l'Union des Femmes.
Fu segretaria del comitato dell'International Congress for Women's Rights nel 1892 e nel 1896.  Nel suo discorso al Congresso internazionale del 1896 a Berlino, Potonié-Pierre attribuì a se stessa e alle colleghe femministe francesi il merito di aver coniato il termine féminisme. Tale asserzione, in effetti, trova riscontro nel fatto che fu ufficializzato, su sua proposta, come "femminista" il primo Congresso di Parigi già nel 1892. 
Morì nel 1898 a causa di un'emorragia cerebrale all'età di 54 anni. È sepolta nel cimitero di Père Lachaise.